# سومین جشنواره فیلم ونیز
سومین جشنواره سالانه بین‌المللی فیلم ونیز (انگلیسی: The 3rd annual Venice International Film Festival) ما بین ۱۰ اوت و ۱ سپتامبر ۱۹۳۵ برگزار شد. جشنواره شاهد معرفی جایزه وولپی بهترین بازیگر بود.

## فیلم‌ها در بخش رقابتی
- آنا کارنینا (فیلم ۱۹۳۵) به کارگردانی کلارنس براون
- بکی شارپ به کارگردانی روبن مامولیان
- کاستا دیوا (فیلم ۱۹۳۵) به کارگردانی کارمینه گالونه
- Crime et châtiment به کارگردانی پیر شنال
- Die ewige Maske به کارگردانی ورنر هوخباوم
- اپیزود (فیلم) به کارگردانی والتر رایش
- مادام کاملیا به کارگردانی ابل گانس, Fernand Rivers
- Sanders of the River به کارگردانی زولتن کوردا
- خبرچین (فیلم ۱۹۳۵) به کارگردانی جان فورد
- دیوید کاپرفیلد (فیلم ۱۹۳۵) به کارگردانی جرج کیوکر
- The Wedding Night به کارگردانی کینگ ویدور

## جوایز
- بهترین فیلم خارجی: آنا کارنینا (فیلم ۱۹۳۵) به کارگردانی کلارنس براون
- Best Italian Film: کاستا دیوا (فیلم ۱۹۳۵) به کارگردانی کارمینه گالونه
- جام وولپی:
  - بهترین بازیگر مرد: پیر بلانشار برای Crime et châtiment
  - بهترین بازیگر زن: پاولا وسلی برای اپیزود (فیلم)
- نشان طلایی: The Band Concert به کارگردانی والت دیزنی
- Special Mention:
  - Hermine und die sieben Aufrechten به کارگردانی فرانک ویزبار
  - Le voyage imprévu به کارگردانی Jean de Limur
  - Maria Chapdelaine به کارگردانی ژولین دوویویه
  - Op hoop van zegen به کارگردانی Alex Benno
  - The Private Life of the Gannets به کارگردانی جولیان هاکسلی
- Biennale Cup: Dreams of Love – Liszt (1935 film) به کارگردانی Heinz Hillei
- بهترین کارگردانی: The Wedding Night به کارگردانی کینگ ویدور
- بهترین فیلمبرداری: The Devil Is a Woman به کارگردانی جوزف فون اشترنبرگ, لوسین بالارد
- بهترین موسیقی: Sanders of the River به کارگردانی میشا اسپولیانسکی
- بهترین پویانمایی: The Band Concert به کارگردانی والت دیزنی
- Jury Special Mention: L'Chayim Hadashim به کارگردانی Judah Leman